# Höljesbanan
Höljesbanan, noto anche come Höljes Motorstadion, è un circuito di rallycross situato nel villaggio di Höljes, nel Finnskogen (Finnwoods) della contea svedese di Värmland, vicino al fiume Klarälven e vicino al confine norvegese.
Il circuito è stato inaugurato nel febbraio 1976 ed è uno dei circuiti di Rallycross più famosi al mondo. Tradizionalmente organizzato durante il primo fine settimana di luglio, la sede ospita il cosiddetto "Weekend magico" di rallycross quando si svolge il round svedese dei campionati europei e mondiali di Rallycross.

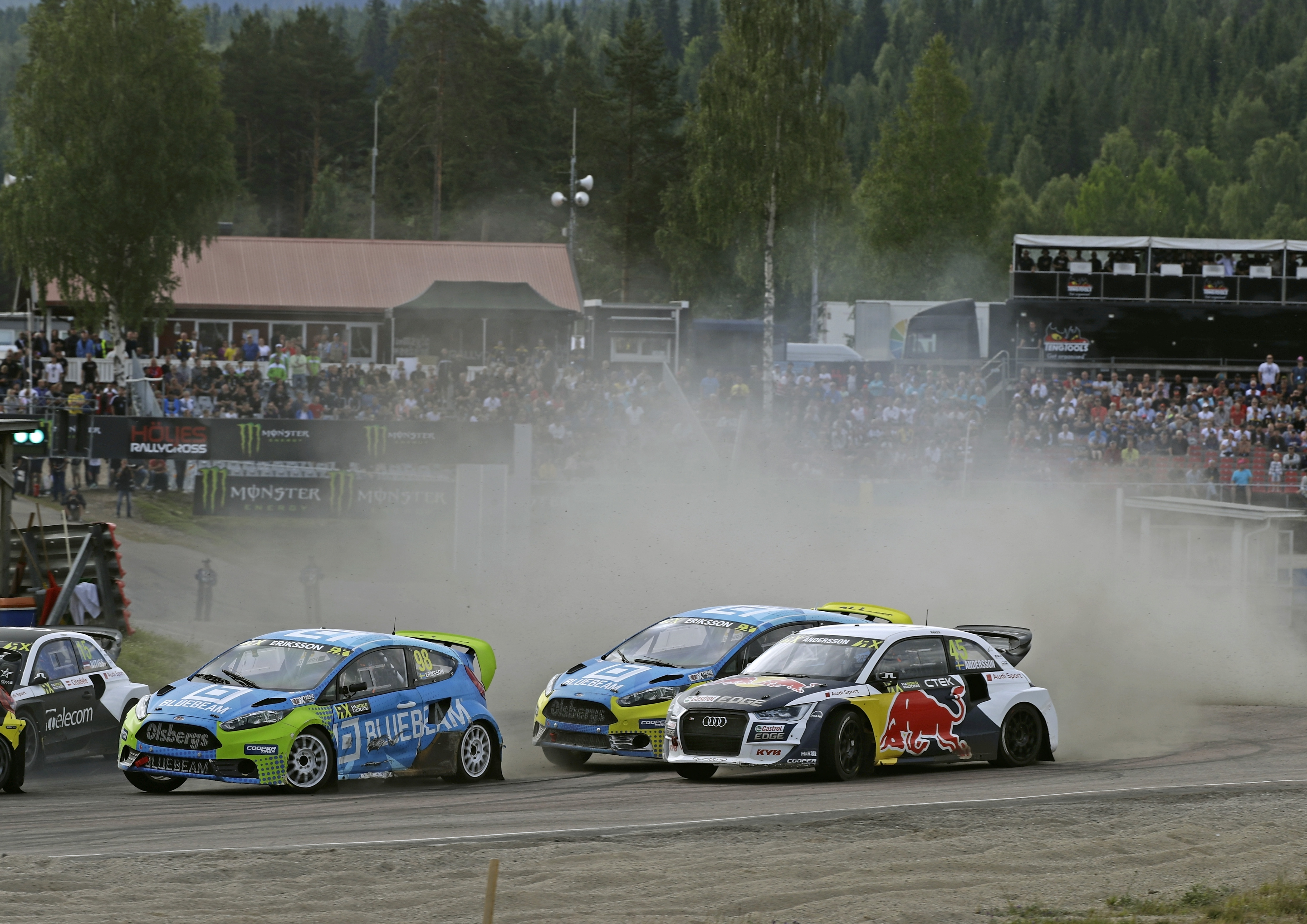
la posta di Höljesbanan duranteRallycross nel 2017